# Hans Egede Saabye
Hans Egede Saabye (* Juli 1746 auf Strynø; † 31. August 1817 in Udby) war ein dänischer Missionar und Pastor.

## Leben

### Jugend aus Ausbildung
Hans Egede Saabye war der Sohn des Pastors Jørgen Nielsen Saabye (1705–1767) und dessen Frau Petronelle Hansdatter Egede (1716–1805). Über seine Mutter war er ein Enkel von Hans Egede (1686–1758) und Gertrud Rask (1673–1735) und ein Neffe von Poul Egede (1708–1789) und Niels Egede (1710–1782).
Er erhielt anfangs Privatunterricht zuhause. 1758 wurde sein Vater zum Pastor im Ågerup Sogn und Kirkerup Sogn ernannt, woraufhin Hans in die Kathedralschule in Roskilde kam. Er schloss die Schule 1764 ab und durfte die Universität Kopenhagen besuchen. 1765 legte er das Zweitexamen ab und im März 1767 das Theologieexamen. Anschließend nahm sein Onkel Poul Egede ihn am Grönländischen Seminarium auf, damit er wie sein Großvater Missionar in Grönland werden konnte, wo seine Mutter aufgewachsen war. Er hatte wenig Probleme beim Erlernen der grönländischen Sprache, vermutlich auch, weil es sich um die Zweitsprache seiner Mutter handelte.

### Zeit als Missionar in Grönland
Am 20. April 1770 wurde er zum Missionar in Ilimanaq und Qasigiannguit ernannt. Sieben Tage später wurde er von Bischof Ludvig Harboe in Kopenhagen ordiniert. Tags darauf heiratete er in Hvedstrup Vibeke Margrethe Thye (1748–1833), mit der er seit 1767 verlobt war. Sie war die Tochter des Pastors Laurits Munch Matthiesen Thye (1710–1787) und seiner Frau Karen Weldingh (1722–1809).
Hans Egede Saabye ließ sich in Ilimanaq nieder, wo er das alte Wohnhaus bewohnte. Unter ihm wuchs die Zahl der Getauften in der Gegend stark an. Er galt als beliebt und war mit allen seinen Kollegen in Mission und Handel befreundet. Er erhielt Unterstützung vom Katecheten Jens Pedersen Mørk und der Grönländerin Arnarsaĸ. Als er Mørks Sohn mit einer Grönländerin verheiraten sollte, war der Vater der Braut so dagegen, dass er versuchte, den Missionar zu erstechen, aber andere konnten ihn im Kampf davon abhalten. Auf seinen Reisen fiel er mehrfach durchs Eis oder geriet in Stürme, überlebte aber. 1775 erhielt Qasigiannguit einen eigenen Missionar, sodass Saabye fortan nur noch für Ilimanaq zuständig war.
1778 musste er wegen schlechter Gesundheit nach Europa zurückkehren. Er hielt am 5. Juli seine Abschiedspredigt, reiste nach Sisimiut, um seinen Onkel Niels Egede zu besuchen. Anschließend machte er sich auf die Heimreise. Nahe der Shetlandinseln geriet das Schiff in einen Sturm und drohte zu sinken, aber es gelang am 3. Oktober, in Kopenhagen anzukommen.

### Nach der Rückkehr nach Europa
Am 1. Dezember 1779 wurde er zum Pastor im Vålse Sogn auf Falster ernannt. Am 3. Februar 1792 wurde er ins Raklev Sogn versetzt. Ab dem 28. März 1799 war er Pastor im Værslev Sogn und Jorløse Sogn. Am 6. Dezember 1811 wurde er schließlich ins Udby Sogn versetzt. 1816 gab er auf Aufforderung von Bischof Frederik Plum Teile seiner Tagebücher, die er in Grönland geschrieben hatte, heraus. Diese wurden in den folgenden Jahren ins Schwedische, Deutsche, Englische und Niederländische übersetzt. Der Roman Kunnuk og Naja von Bernhard Severin Ingemann (der in seiner Kindheit engen Kontakt zu Missionar Henrik Christopher Glahn, dem Mann von Saabyes Cousine, hatte) basiert auf Saabyes Tagebüchern.
Er starb am 31. August 1817 in Udby im Alter von 71 Jahren. Seine Frau überlebte ihn um knapp 16 Jahre und starb erst 1833 im Alter von 85 Jahren. Er hatte mehrere Kinder. Sein Enkel Poul Georg Lauri Bolbroe (1810–1885) trat in Handelsdienste in Grönland und war der Vater des kommissarischen Inspektors Carl August Ferdinand Bolbroe (1833–1878).